# سندليا
السندليا (الاسم العلمي: Sandelia) هي جنس من الأسماك يتبع الفصيلة الأناباسية من رتبة الفرخيات.

## أنواع السندليا
- سندليا حجرية (الاسم العلمي:Sandelia bainsii)
- سندليا رأس الرجاء (الاسم العلمي:Sandelia capensis)